# Göttinger Revolution

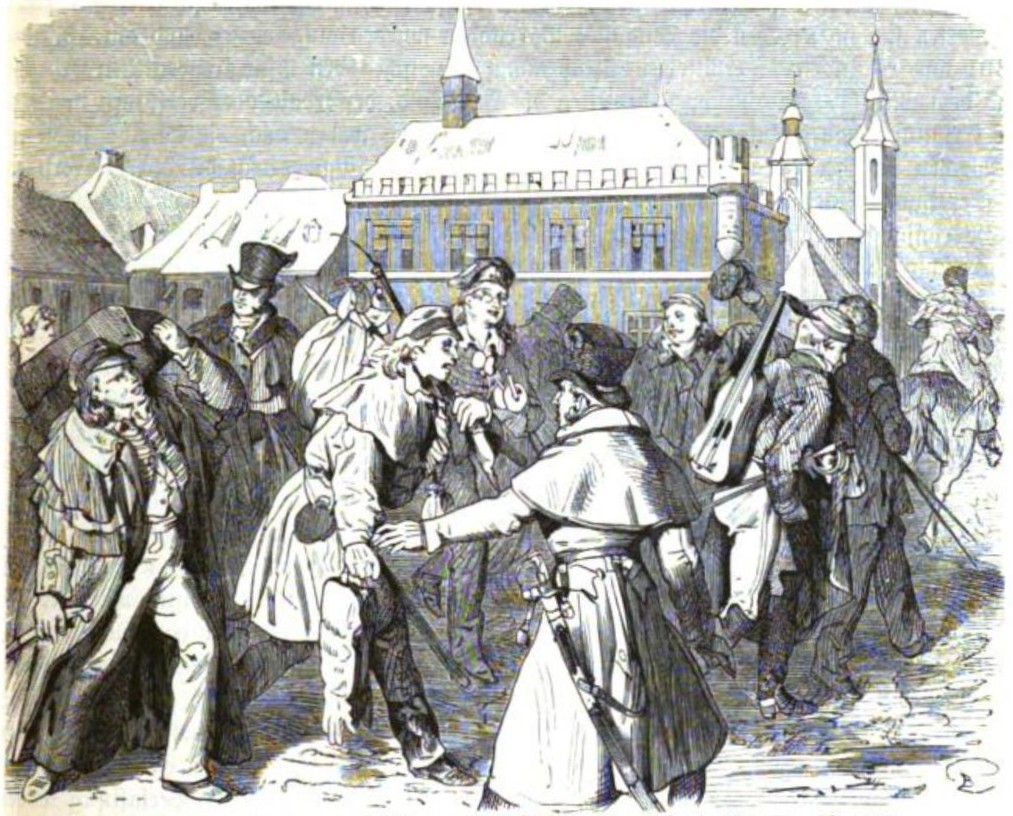
Auszug der Studenten aus Göttingen im 1831 (Zeichnung von Ludwig Burger, c. 1880)

Als Göttinger Revolution oder Göttinger Erhebung werden politische Unruhen in Göttingen vom 8. Januar bis 16. Januar 1831 bezeichnet, die das Ziel hatten, König Wilhelm IV. eine demokratische und liberale Verfassung abzutrotzen.

## Geschichte

### Ursachen
Nach der französischen Julirevolution von 1830 gab es auch in Deutschland den Ruf nach Demokratisierung und liberalen Verfassungen. Während es im übrigen Königreiche Hannover weitgehend ruhig blieb, kam es in Göttingen zu gewaltsamen Ausschreitungen. Unmittelbarer Anlass war ein viel beachtetes und gehasstes Buch (Deutschlands erlauchten Souverainen. Bei dem Sturz der Dynastie Karls X. König von Frankreich) des Justizrats Friedrich Wilhelm Boldewin von dem Knesebeck (1789–1867), der den Adel als Bewahrer stabiler Verhältnisse gepriesen und stärkere Überwachungsmaßnahmen gegen demokratisch gesinnte Kräfte gefordert hatte. Vor allem das Motto seiner Schrift, ein angebliches Zitat von Napoleon Bonaparte, brachte die Studenten in Rage: „Die Canaille heißt Volk, sobald sie im Kampfe gesiegt hat.“ Knesebeck hatte in seiner reaktionären Streitschrift gefordert, „unbemittelten Individuen der unteren Stände“ das Studium zu verbieten, die „Frechheit der Presse“ zu beschränken und „verdächtige Philosophen“ mit staatlichen Drohungen einzuschüchtern. In der Neujahrsnacht 1831 zogen Studenten daraufhin zu Knesebecks Wohnung und stimmten Schmäh-Gesänge an. Ähnliches passierte dem Göttinger Polizeichef Westphal. Einem Getreidehändler, der im Ruf stand, ein Wucherer zu sein, wurde das Geschäft demoliert.

### Verlauf
Drei junge Privatdozenten, die verdächtigt wurden, aufrührerische Ideen zu verbreiten, hatte die Regierung unter Polizeiaufsicht gestellt und aufgefordert, ihre Vorlesungsunterlagen abzuliefern, Theodor Schuster, Heinrich Ahrens, und Johann Hermann von Rauschenplat. Unter der Regie des Letzteren bildete sich Revolutionsrat. Auf dem Marktplatz wurden von Studenten schwarz-rot-goldene Schärpen angelegt und revolutionäre Hymnen angestimmt wie die Marseillaise und „Das Volk steht auf, der Sturm bricht los“. Die Aufständischen besetzten am 8. Januar 1831 das Rathaus, der Magistrat der Stadt blieb allerdings formal im Amt.
Gegenüber dem König wurde eine freie Verfassung für das Königreich Hannover und die Absetzung der Regierung gefordert. In der Proklamation hieß es nach der Erinnerung des Augenzeugen Heinrich Oppermann: „Um den durch die allgemeine Noth erzeugten Beschwerden abzuhelfen und die durch dieselben bereits entstandenen und noch drohenden Unruhen für die öffentliche Ordnung gefahrlos zu machen, sei man zu einer Nationalgarde zusammengetreten, um alle für einen und einer für alle die öffentliche Ruhe aufrecht zu erhalten. Zugleich wolle man an Se. Majestät den König unmittelbar eine unterthänigste Vorstellung richten, dass auch den Hannoveranern eine freie Verfassung mit einer durchaus frei und selbstgewählten Ständeversammlung gewährt werde.“ Etwa dreißig Abordnungen von benachbarten Dörfern versicherten den Revolutionären ihre Solidarität.
Die zunächst völlig kopflose Regierung zeigte sich unnachgiebig und sandte unter dem Oberbefehl des Generalmajors Bussche-Haddenhausen etwa 5000 Soldaten in die Stadt. Am 16. Januar mussten die Aufrührer kampflos kapitulieren. Die Truppen zogen in die Stadt ein, quartierten sich dort ein und plünderten, zumal die Offiziere den Soldaten zur Belohnung „gute Tage“ in Göttingen versprochen hatten. Sämtliche Studenten hatten innerhalb von 24 Stunden die Stadt zu verlassen. Die Anführer des Aufstandes wurden, soweit sie nicht ins Ausland geflohen waren, zu drakonischen Strafen verurteilt. Erst gegen Anfang März 1831 kehrte in Göttingen wieder Ruhe ein. Die Universität Göttingen, die von der Regierung am 18. Januar geschlossen worden war, konnte Mitte April wiedereröffnet werden. 
Als Folge des Aufstandes nahm die hannoversche Regierung tiefgreifende Veränderungen an der Stadtverfassung vor und ersetzte die alte Stadtverfassung von 1690 durch eine neue. Die jahrhundertealte politische Rolle der Gilden endete, und an ihre Stelle traten Repräsentanten einer bürgerlichen Honoratioren-Schicht.

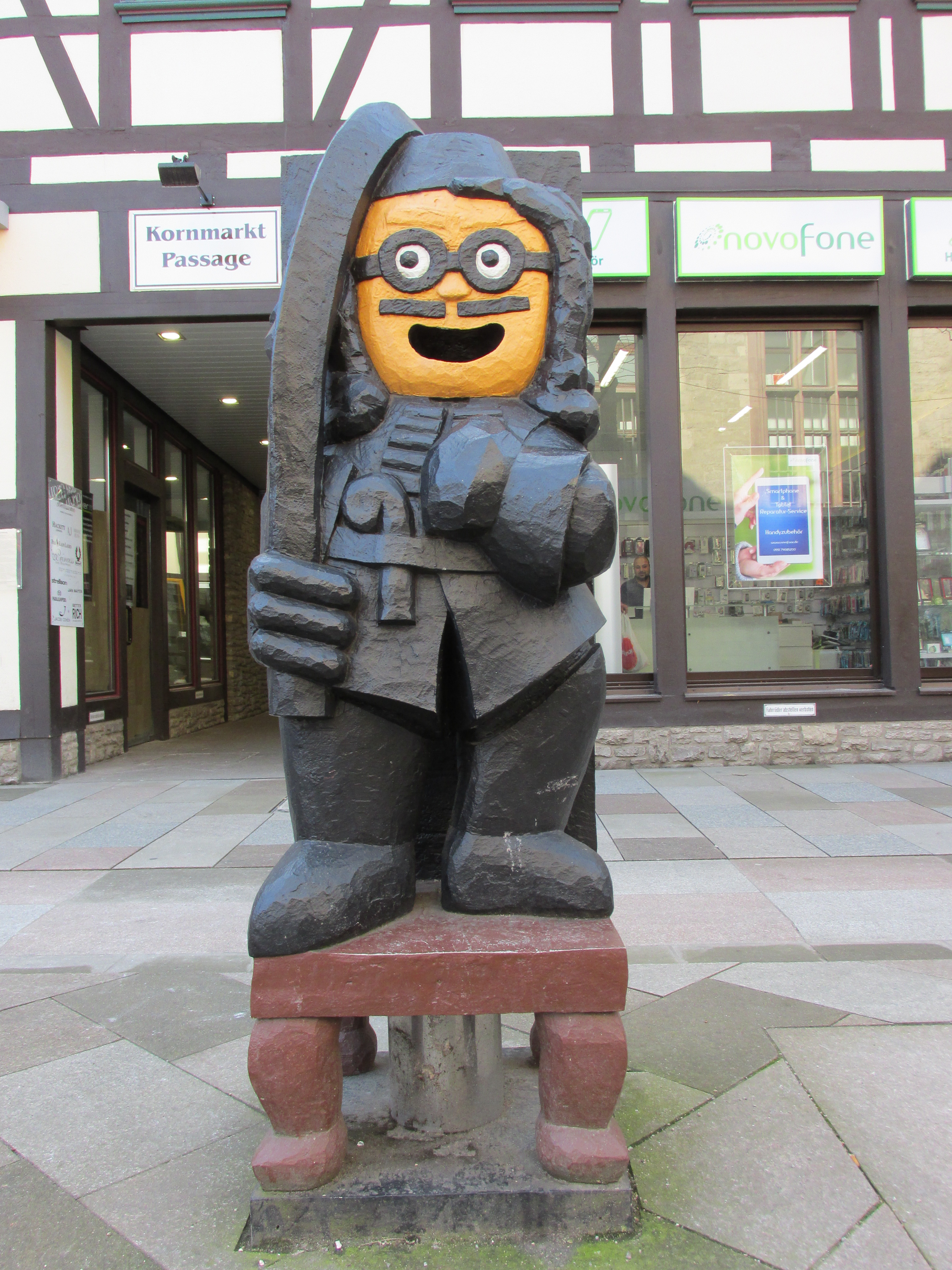
Denkmal „Göttinger Erhebung“, rechter Teil des Skulpturenensembles (Foto 2015)

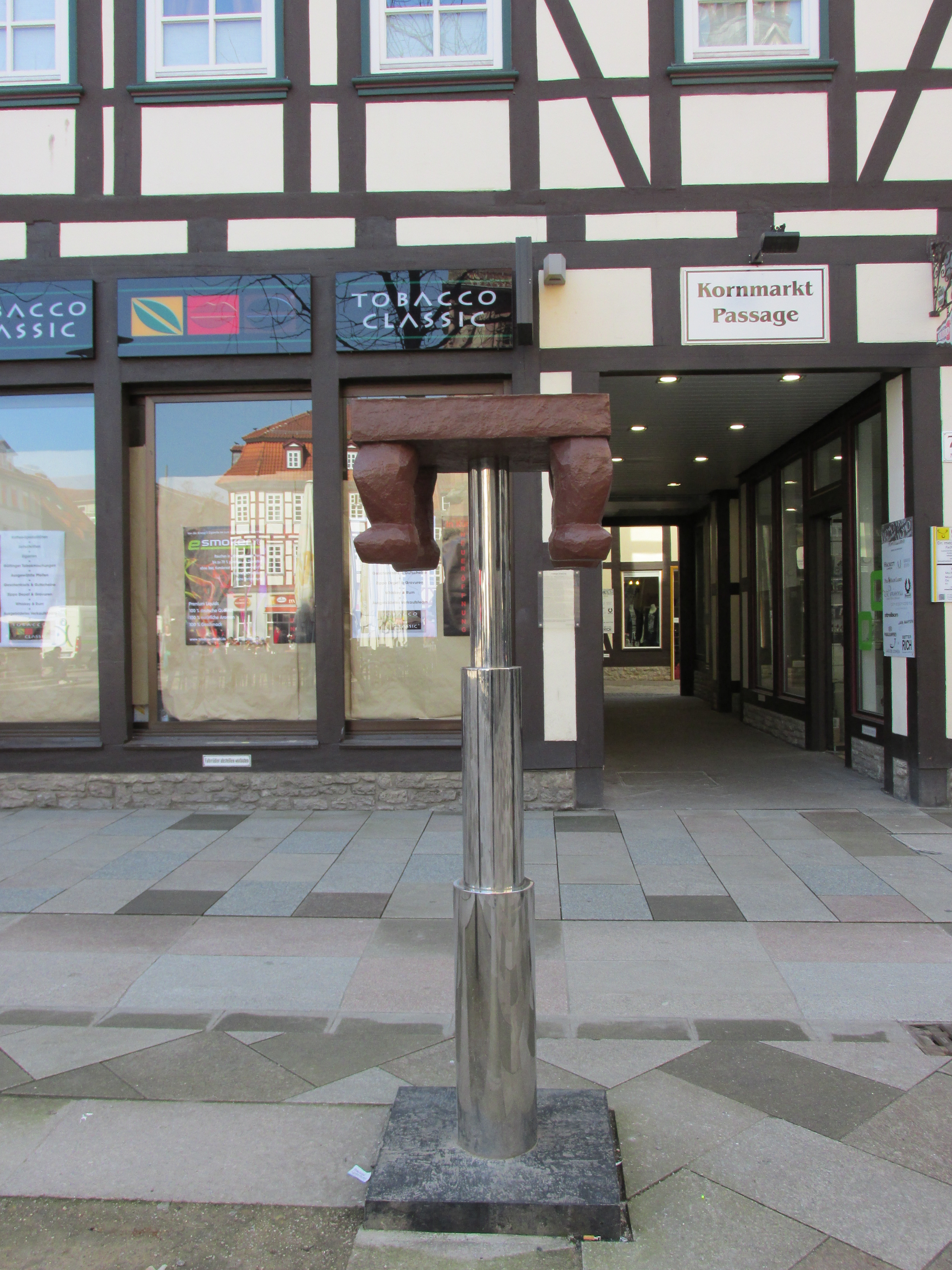
Denkmal „Göttinger Erhebung“, linker Teil des Skulpturenensembles (Foto 2015)

## Denkmal
Zur Erinnerung an die Ereignisse von 1831 schuf der Bildhauer Andreas Welzenbach 2011 seine 2012 enthüllte Skulptur Göttinger Erhebung. Ein vorangegangener Skulpturenwettbewerbs suchte nach Arbeiten, die Bezug nehmen auf den stadtgeschichtlichen Kontext und die in Göttingen ausgeprägte Tradition des selbstbewussten und kritischen Bürgertums. Das ausgeführte farbig lackierte Bronze-Stahl-Skulpturenensemble auf dem Marktplatz (gegenüber der Treppe zum Alten Rathaus und vor der Kornmarktpassage) ist zweiteilig: Rechts steht Rauschenplat in witzig-grotesker Form einer Playmobil-Figur auf einem Hocker mit abgesenkter, aber nur scheinbar ausfahrbarer Hubstange; links befindet sich der leere Hocker auf ausgefahrener Hubstange. Die Skulpturengruppe soll damit den Vorgang des sich Erhebens und Erhobenwerdens der Heldenfiguren im Lauf der Geschichte symbolisieren. Darüber hinaus ist die Figur ist innen hohl, so dass Betrachter sich von hinten hineinbeugen und ungesehen durch die große Mundöffnung ihre Meinung äußern können; sie sollten ihren „Unmut auf den Marktplatz brüllen“ können, was freilich kaum genutzt wird.